# Jacob Toppin
Jacob Toppin (Brooklyn, 8 de maio de 2000) é um jogador norte-americano de basquete profissional que atualmente joga pelo Atlanta Hawks da National Basketball Association (NBA) e o College Park Skyhawks da G-League.
Ele jogou basquete universitário pelo Rhode Island e por Kentucky. Ele é o irmão mais novo do jogador do Indiana Pacers, Obi Toppin.

## Carreira no ensino médio
Toppin frequentou a Ossining High School, onde jogou basquete, futebol americano e vôlei. Em sua última temporada, ele teve médias de 15,6 pontos e 8,8 rebotes. Toppin não foi muito recrutado, mas se comprometeu a jogar basquete universitário por Rhode Island.

## Carreira universitária
Toppin teve médias de 5,1 pontos e 3,9 rebotes vindo do banco como calouro em Rhode Island. Ele transferiu-se para a Universidade de Kentucky após a temporada. Em seu segundo ano, ele teve médias de 5,2 pontos e 3,5 rebotes. Toppin teve médias de 6,2 pontos e 3,2 rebotes em seu terceira ano. Em sua última temporada, ele teve médias de 12,4 pontos, 6,8 rebotes e 2,2 assistências. Toppin declarou-se para o Draft da NBA de 2023 após a temporada, abrindo mão de mais um ano de elegibilidade universitária.

## Carreira profissional

### Nova York / Westchester Knicks (2023–2025)
Após não ser selecionado no Draft da NBA de 2023, Toppin assinou um contrato com o New York Knicks em 6 de julho de 2023 e, em 22 de outubro, os Knicks converteram seu contrato em um contrato de duas vias.
Em 5 de dezembro de 2023, Toppin fez sua estreia na NBA pelos Knicks em uma derrota por 146-122 para o Milwaukee Bucks. Em 22 de fevereiro de 2024, ele assinou um contrato de 10 dias com o New York e, em 4 de março, assinou outro contrato de duas vias com os Knicks.
Em 14 de agosto de 2024, Toppin assinou outro contrato de duas vias com os Knicks. Em 2 de março de 2025, os Knicks dispensaram Toppin.

### Atlanta Hawks (2025–Presente)
Em 4 de março de 2025, Toppin assinou um contrato de duas vias com o Atlanta Hawks e com o College Park Skyhawks da G-League.

## Vida pessoal
O irmão mais velho de Toppin, Obi, também é jogador da NBA.

## Estatísticas da carreira

### NBA

#### Temporada regular
| Ano      | Equipe   | PJ | PT | MPJ | AP   | 3P   | LL    | RT | AS | BR | TO | PPJ |
| -------- | -------- | -- | -- | --- | ---- | ---- | ----- | -- | -- | -- | -- | --- |
| 2023–24  | New York | 9  | 0  | 4.2 | .556 | .250 | 1.000 | .8 | .3 | .0 | .1 | 1.4 |
| 2024–25  | New York | 16 | 0  | 3.0 | .300 | .000 | —     | .7 | .3 | .1 | .0 | .4  |
| Carreira | Carreira | 25 | 0  | 3.6 | .428 | .125 | 1.000 | .7 | .3 | .0 | .0 | .8  |

### Universitário
| Ano      | Equipe       | PJ  | PT | MPJ  | AP   | 3P   | LL   | RT  | AS  | BR | TO | PPJ  |
| -------- | ------------ | --- | -- | ---- | ---- | ---- | ---- | --- | --- | -- | -- | ---- |
| 2019-20  | Rhode Island | 30  | 3  | 18.5 | .426 | .245 | .644 | 3.9 | .5  | .4 | .4 | 5.1  |
| 2020-21  | Kentucky     | 24  | 2  | 17.1 | .444 | .308 | .780 | 3.5 | .7  | .5 | .3 | 5.2  |
| 2021-22  | Kentucky     | 29  | 4  | 17.7 | .556 | .400 | .745 | 3.2 | 1.1 | .3 | .6 | 6.2  |
| 2022-23  | Kentucky     | 33  | 31 | 31.4 | .463 | .305 | .664 | 6.8 | 2.2 | .5 | .5 | 12.4 |
| Carreira | Carreira     | 116 | 40 | 21.1 | .472 | .314 | .708 | 4.3 | 1.1 | .4 | .4 | 7.2  |